# Bisqueque
Bisqueque (em quirguiz:  Бишкéк, transcr.: Bishkek), conhecida anteriormente como Pispeque e Frunze, é a capital e maior cidade do Quirguistão. Bisqueque também é o centro administrativo da Província de Chuy. A cidade não faz parte da província (esta circunda aquela), mas sim tem, si própria, status de província do país.

## História
Segundo pesquisas, seu nome provavelmente deriva da palavra em quirguiz para uma manteigueira utilizada para fabricar leite de égua fermentado (kumis), bebida nacional do país, embora nem todas as fontes concordem com esta afirmação. A cidade foi fundada em 1825 com o nome de Pispeque, servindo como uma fortaleza de Cocanda, que tinha por objetivo controlar rotas locais de caravanas e recolher impostos de tribos quirguizes. Em 4 de setembro de 1860, a fortaleza foi destruída por forças do Império Russo, com apoio dos quirguizes. Em 1868, um assentamento russo foi fundado no lugar da antiga fortaleza, mantendo seu nome original, Pispeque. A cidade esteve, a essa época, sob controle do Governo Geral do Turquestão Russo e seu Oblast de Semirechye.
Em 1925, foi criado o Oblast Autônomo Kara-Quirguiz no Turquestão Russo, tendo Pispeque como sua capital. Em 1926, a cidade foi renomeada para Frunze, em homenagem ao líder militar bolchevique Mikhail Frunze, nascido nela. Em 1936, Frunze tornou-se a capital da República Socialista Soviética Quirguiz, nos últimos estágios das delimitações fronteiriças da União Soviética. Em 1991, o parlamento quirguiz mudou o nome da capital para Bishkek (Bisqueque, na forma aportuguesada).

## Geografia
Bisqueque situa-se a uma altitude de aproximadamente 800 metros do nível do mar, próximo à parte norte da cordilheira de Ala-Too Quirguiz, uma extensão de Tian Shan. As montanhas desta cordilheira chegam a 4 855 metros de altura, servindo como pano de fundo de grande parte das paisagens da cidade. Ao norte da cidade, uma estepe fértil e suavemente ondulada estende-se até o extremo norte do país, próximo à fronteira com o Cazaquistão. O rio Chu drena grande parte da região. Por meio de um ramal ferroviário, Bisqueque conecta-se à via ferroviária Turquestão–Sibéria.

## Esportes
Bishkek tem o Estádio Dolen Omurzakov (também chamado de Spartak), o maior estádio de futebol do Quirguistão e o único elegível para sediar jogos internacionais. Vários times de futebol baseados em Bishkek jogam neste campo, incluindo seis vezes campeão da Liga do Quirguistão, Dordoi-Dynamo.

## Cidades-irmãs
As seguintes cidades são geminadas com Bisqueque:
- Almati, Cazaquistão
- Astana, Cazaquistão
- Colorado Springs, Estados Unidos
- Meriden, Estados Unidos
- Ancara, Turquia
- Esmirna, Turquia
- Toronto, Canadá
- Ürümqi, China
- Minsque, Bielorrússia
- Gasvim, Irã